# Santeri Siimes
 (décembre 2023).
Si vous disposez d'ouvrages ou d'articles de référence ou si vous connaissez des sites web de qualité traitant du thème abordé ici, merci de compléter l'article en donnant les références utiles à sa vérifiabilité et en les liant à la section « Notes et références ».
Santeri Siimes, né en 1981 à Helsinki, est un compositeur et organiste finlandais.
Il a étudié l’orgue et le piano à l’Académie Sibelius avec Harri Viitanen (fi), Meri Louhos (fi) et Carlos Juris, et approfondi ses études d'orgue en suivant une master class de Naji Hakim. Comme interprète, il s'est consacré surtout à la musique d'orgue de l'école française des XIXe et XXe siècles.
Comme compositeur, Santeri Siimes est autodidacte. Son œuvre comprend de la musique d’orgue (dont douze symphonies), de piano, de chambre, orchestrale et vocale. En 2011, il a obtenu un second prix dans le Concours de Composition Aristide Cavaillé-Coll, en France, pour ses Trois études.
En dehors de sa carrière musicale, Santeri Siimes est linguiste. Il s'est formé en philologie romane à l'Université d'Helsinki, où il enseigne la langue et la littérature galiciennes depuis 2003.